# 플로리안 슈바르토프

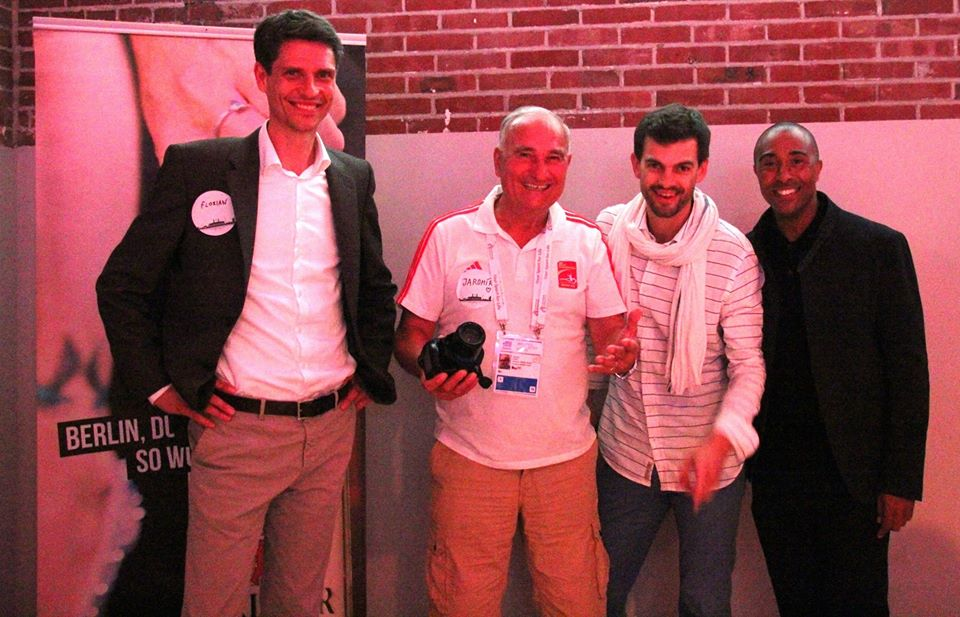

플로리안 슈바르토프(독일어: Florian Schwarthoff, 1968년 5월 7일 ~ )는 전 독일의 허들 선수로 1996년 애틀랜타 올림픽에서 110m 허들 동메달을 획득하였다.
도르트문트에서 태어난 슈바르토프는 1995년 브레멘에서 13.05초의 독일 신기록을 세웠을 때 자신의 최고 시즌을 가졌다.
그는 예테보리에서 열린 세계 육상 선수권 대회에서 저항할 수 없는 우승 후보 미국의 앨런 존슨에 밀려 은메달 혹은 동메달을 위하여 나가는 데 기대되었다. 하지만, 그는 허들에서 떨어지면서 준결승전을 완주하지 않았다.
슈바르토프는 몇년 간의 세계 클래스 허들 선수로 남아있었으나, 금메달을 획득한 적이 없다.